# Nymphalis anna
Nymphalis anna är en fjärilsart som beskrevs av Krzywicki 1967. Nymphalis anna ingår i släktet Nymphalis och familjen praktfjärilar. Inga underarter finns listade i Catalogue of Life.